# Michael Andrew (svømmer)
Michael Andrew (født 18. april 1999) er en svømmer fra USA.
I 2021 repræsenterede han USA ved sommer-OL 2020 i Tokyo, Japan, hvor han vandt guldmedaljen med 4×100 meter medley stafethold.